# 山下貴光
山下 貴光（やました たかみつ、1975年 -）は日本の小説家、推理作家。

## 経歴・人物
香川県丸亀市出身、在住。1998年に京都学園大学法学部法学科を卒業。大学卒業後は県内にUターン就職して古着屋の店長に転職するも、20代後半で店が県内から撤退したため失職。実家に住みながら、週3,4日のクリーニング店のアルバイトなどをして毎日を過ごす。
本はほとんど読んだことがなく、部活動に励むこともなかったが、時間をもてあまし、空想する時間が増えたことから小説執筆を決意。2007年に『ガレキの下で思う』でポプラ社主催の第2回ポプラ社小説大賞で奨励賞を、2008年に『屋上ミサイル』で宝島社主催の第7回『このミステリーがすごい!』大賞で大賞を受賞した。
2009年12月から、大学時代を過ごした京都府亀岡市の観光大使に任命されている。
『屋上ミサイル』について、悩める世代である若者、友達や人間関係の難しさを通して、大切なものは何か、悩める世代にとって友達がどれほど大切で大きな存在かをわかってほしいと語り、また、若者を応援したい気持ちを込めて書き上げたとも述べた。ミステリーという形をとったが、本当のテーマは青春だという。
2015年、香川県文化芸術新人賞を受賞。

## 作品リスト

### 屋上ミサイルシリーズ
- 屋上ミサイル（2009年1月 宝島社／2010年2月 宝島社文庫 上下巻）
- 屋上ミサイル 謎のメッセージ（2012年5月 宝島社／2013年6月 宝島社文庫）

### 有言実行くらぶシリーズ
- 有言実行くらぶ（2011年4月 文芸社文庫）
- 丸亀ナイト（2013年2月 文芸社文庫）

### ノンシリーズ
- HEROごっこ（2005年9月 文芸社／2011年10月 文芸社文庫）
- 少年鉄人（2009年9月 宝島社／2011年9月 宝島社文庫）- 宝島社文庫版は「鉄人探偵団」に改題
- ガレキノシタ（2012年7月 実業之日本社／2015年2月 実業之日本社文庫）
- シャンプーが目に沁みる（2014年1月 講談社）
- イン・ザ・レイン（2014年4月 中央公論新社）
- うどんの時間（2014年6月 文芸社）
- となりの女神（2015年2月 中央公論新社）
- 筆跡はお見とおし（2016年4月 河出書房新社）
- 働きなさいロックスター（2016年10月 文芸社文庫）

### 単行本未収録
- イヌとネコの暇つぶし（『B-Quest』vol.1、文芸社、2005年11月）
- イヌとネコの暇つぶし2 天使の条件（『B-Quest』vol.2、文芸社、2006年4月）
- イヌとネコの暇つぶし3 有言実行クラブ（『B-Quest』vol.3、文芸社、2006年9月）
- イヌとネコの暇つぶし4 幸福のおまじない（『B-Quest』vol.4、文芸社、2007年3月）
- コンビニの王（『このミステリーがすごい! 2010年版』宝島社、2009年12月）

## 映像化作品

### バラエティー
- 超再現!ミステリー（日本テレビ、2012年1月1日、原作：屋上ミサイル）